# Ausschuss der Europäischen Aufsichtsbehörden für das Versicherungswesen und die betriebliche Altersversorgung

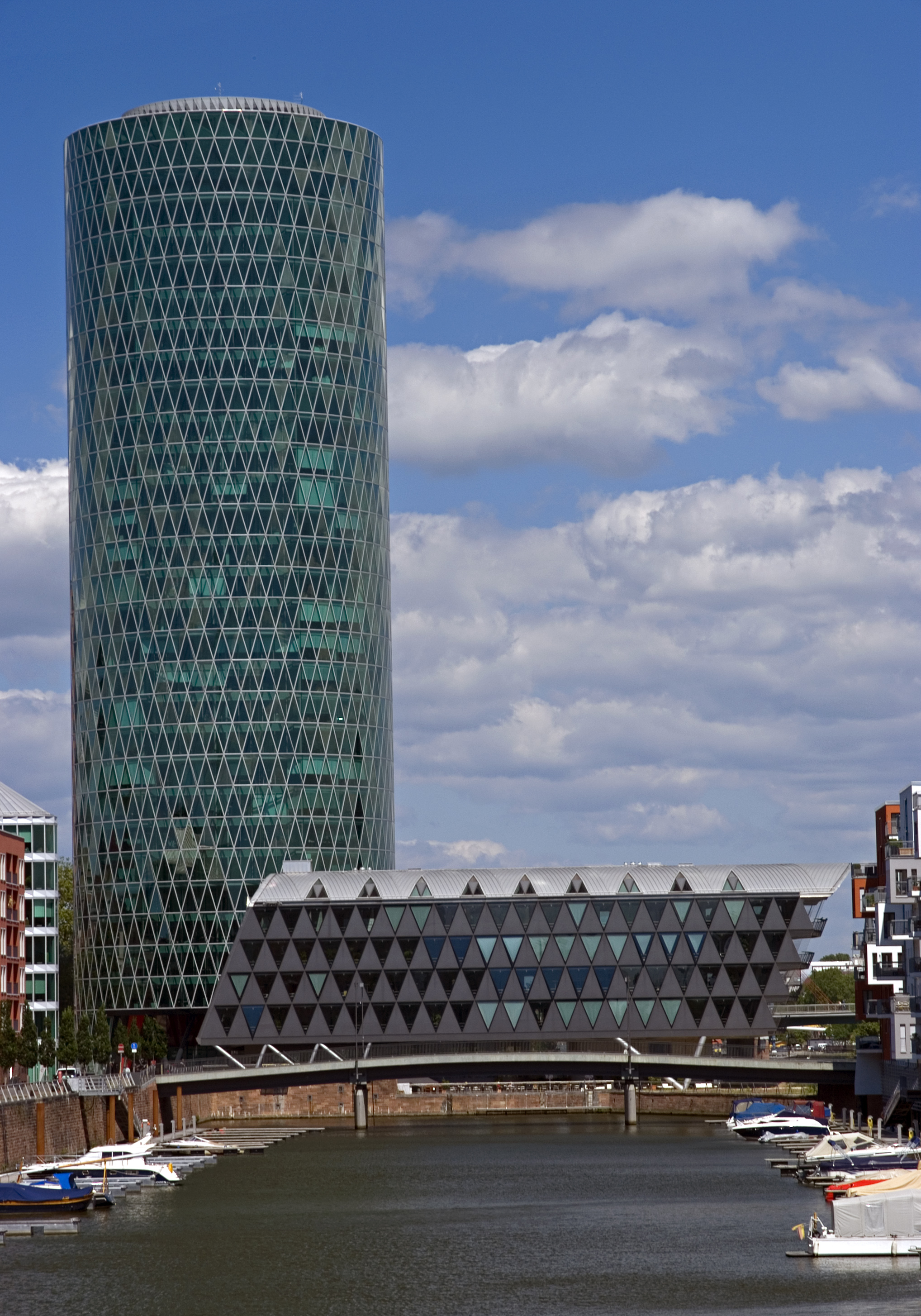
Westhafen Tower in Frankfurt, ehemals Sitz von CEIOPS, nun Sitz von EIOPA

Der Ausschuss der Europäischen Aufsichtsbehörden für das Versicherungswesen und die betriebliche Altersversorgung (Committee of European Insurance and Occupational Pensions Supervisors, CEIOPS) war ein Stufe-3-Komitee der Europäischen Union innerhalb des Lamfalussy-Verfahrens. Er wurde gemäß einer Entscheidung der Europäischen Kommission vom 5. November 2003 gegründet. Es handelte sich dabei um einen unabhängigen Ausschuss von hochrangigen Vertretern der nationalen Aufsichtsbehörden für die Bereiche Versicherungswesen und betriebliche Altersversorgung mit Sitz in Frankfurt am Main. Seine Tätigkeit nahm der Ausschuss im Januar 2004 auf. Mit Beschluss der Europäischen Kommission vom 23. Januar 2009 zur Errichtung eines Europäischen Finanzaufsichtssystems ist CEIOPS mit Wirkung zum 1. Januar 2011 in der Europäischen Aufsichtsbehörde für das Versicherungswesen und die betriebliche Altersversorgung (European Insurance and Occupational Pensions Authority, EIOPA) aufgegangen.

## Aufgabe und Zusammensetzung
Aufgabe des Komitees war es, im Rahmen des Lamfalussy-Verfahrens die Kooperation der nationalen Versicherungsaufsichtsbehörden 
und der Pensionsfondsaufseher (im Falle Deutschlands auch der Pensionskassen) zu fördern, sowie die Überwachung der einheitlichen Umsetzung von Richtlinien der Europäischen Gemeinschaft. Vertreter aus Ländern des Europäischen Wirtschaftsraumes gehörten CEIOPS als Beobachter an. 
Eine Hauptaufgabe von CEIOPS war die Reform des europäischen Versicherungsaufsichtsrechts durch das Projekt Solvabilität II.
CEIOPS stand bis 2009 unter dem Vorsitz des Deutschen Thomas Steffen, dem Exekutivdirektor Versicherungs- und Pensionsfondsaufsicht der Bundesanstalt für Finanzdienstleistungsaufsicht (BaFin). Er wurde abgelöst von dem Portugiesen Gabriel Bernardino. 